# Кипель (Юргамышский район)
Кипель — село в Юргамышском районе Курганской области. Административный центр Кипельского сельсовета.

## История
До 1917 года центр Кипельской волости Челябинского уезда Оренбургской губернии. По данным на 1926 год состояло из 546 хозяйств. В административном отношении являлось центром Кипельского сельсовета Юргамышского района Курганского округа Уральской области.

## Население
| 1989 | 2002  | 2010 |
| ---- | ----- | ---- |
| 1240 | ↘1025 | ↘939 |

По данным переписи 1926 года в селе проживало 2508 человек (1167 мужчин и 1341 женщина), в том числе: русские составляли 100 % населения.